# Casa pairal a la plaça del Forn (Palau de Noguera)
La Casa pairal a la plaça del Forn és una obra de Tremp (Pallars Jussà) protegida com a Bé Cultural d'Interès Local.

## Descripció
La Casa Pairal està situada en el centre del nucli de Palau de Noguera, concretament a la Plaça del Forn.
Es tracta d'un habitatge unifamiliar entre mitgeres de planta baixa i dos pisos, conservant l'escaire que marca la fesomia de la casa, a causa de la seva ubicació en dos dels costats de la plaça.
L'habitatge es troba molt reformat, amb la façana molt desvirtuada, havent tapiat i arrebossat la façana originària de pedra i morter, la qual presentava un arc medieval que ocupava tota l'amplada de la casa. Es conserva un pilar amb un capitell pentagonal, situat en la planta superior i que divideix l'obertura de la terrassa.
És molt important el foc a terra, un dels més antics de la comarca, on s'utilitza tota una cambra com a xemeneia, amb cremalls de l'època i altres elements singulars.

## Història
És molt important el foc a terra, un dels més antics de la comarca, juntament al de Sant Miquel de la Vall, on s'utilitza tota una cambra com a xemeneia, amb cremalls de l'època i d'altres elements singulars.